# Svalbard e Jan Mayen
Isole Svalbard e Jan Mayen (in norvegese Øyer Svalbard og Jan Mayen) è una classificazione statistica definita dallo standard ISO 3166-1 di due territori insulari della Norvegia settentrionale (Isole Svalbard e Jan Mayen).
Svalbard e Jan Mayen sono anche accomunate dallo stesso dominio di primo livello nazionale, .sj.

## Amministrazione
Nonostante questi territori siano raggruppati per scopi statistici, essi non sono in alcun modo collegati amministrativamente, se non dal fatto che appartengono entrambi alla Norvegia.
Le isole Svalbard sono un arcipelago nel Mar Glaciale Artico e sono soggette a un particolare status internazionale stabilito dal trattato delle Svalbard (1920). Tale trattato ne assegna la sovranità alla Norvegia che amministra il territorio tramite il Dipartimento Polare del Ministero di Giustizia attraverso un governatore residente (sysselmann).
Jan Mayen è una remota isola dell'oceano Atlantico senza popolazione residente permanentemente. Dal 1994 è amministrata dal governatore non residente (fylkesmenn) della contea del Nordland.